# Teomnest de Sardes
Teomnest de Sardes (en llatí Theomnestus, en grec antic Θεόμνηστος) fou un escultor grec nascut a Sardes, en data desconeguda.
Va fer una estàtua del vencedor olímpic Ageles de Quios, segons diu Pausànias. Molt probablement és el mateix Teomnest esmentat per Plini el Vell com un dels escultors que va fer athletas et armatos et renatores sacrificantesque (Naturalis Historia XXXIV, 8. s. 19.34).
És possible que es tracti del mateix escultor, potser nascut a Quios, conegut com a Teomnest de Quios, fill de Teòtim, que va viure al segle i, i que segons una inscripció trobada a Quios va fer, junt amb un escultor de nom Dionís fill d'Asti, el monument erigit en memòria de Claudi Asclepíades un llibert de l'emperador Claudi.